# Lijst van trainers van Willem II (vrouwen)
Dit is een lijst van voetbaltrainers die minimaal één officiële wedstrijd hebben getraind van het eerste elftal van de Nederlandse betaaldvoetbalclub Willem II.
| Seizoen | Trainer(s)     | Prijzen | Bijzonderheden           |
| ------- | -------------- | ------- | ------------------------ |
| 2010/11 | Peter Coumans  |         | 0                        |
| 2009/10 | Frans de Kat   |         | 0                        |
| 2009/10 | Mark Schenning |         | 0                        |
| 2008/09 | Edwin Petersen |         | 0                        |
| 2007/08 | Edwin Petersen |         | Eerste hoofdtrainer ooit |